# Rivière Mékinac du Sud
Rivière Mékinac du Sud är ett vattendrag i Kanada.   Det ligger i provinsen Québec, i den sydöstra delen av landet, 280 km nordost om huvudstaden Ottawa.
Omgivningarna runt Rivière Mékinac du Sud är en mosaik av jordbruksmark och naturlig växtlighet. Runt Rivière Mékinac du Sud är det glesbefolkat, med 19 invånare per kvadratkilometer.